# 超級機器人大戰F
《超級機器人大戰F》、《超級機器人大戰F完結篇》（日语：スーパーロボット大戦F、スーパーロボット大戦F完結編）（下稱「F」、「F完結篇」）是萬普發售的回合制戰略角色扮演遊戲。

## 概要
本作是以《第4次超級機器人大戰》的世界觀與背景為藍本製作的重製版，但結局與劇情多有不同，所以被玩家們認為是第4次機器人大戰的平行世界，但內容完整性與登場機體都豐富許多，最經典的算是永井豪親自為遊戲設計的原創機體魔神凱撒及當時紅透半片天的EVA加盟本系列。開發期間開發組一直遭遇諸多困難，再加上僅用一枚光碟無法收錄所有內容，因此把本作分為前編《F》和後編《F完結篇》2部作發售品。
和1996年發售的《新超級機器人大戰》一樣，戰鬥動畫採用全語音，但與起用了不少代替聲優的《新超級機器人大戰》不同的是，幾乎所有角色都起用與原作一樣的聲優，甚至花費半年尋找引退後消息不明、聲演《聖戰士登霸》陶德·基尼斯的逢坂秀實為角色配音，而無法找到原作聲優的角色便會不讓他們登場或不讓他們參與戰鬥。
本作遊戲平衡性設計不良，敵方小兵與BOSS機體性能太強，有「史上最難機戰」的稱號，但亦有玩家享受這種充滿壓力與挑戰性的難度，故評價相當兩極。
魔神凱撒登場後人氣爆棚，不但在後續機戰作品持續登場，未來更出了不少魔神凱撒的OVA動畫作品，連帶帶動整個無敵鐵金剛系列動畫的重製。

### PlayStation版

「超級機械人大戰F」PS版的遊戲封面

「超級機械人大戰F完結篇」PS版的遊戲封面

世嘉土星版（下稱SS版）發售大約1年後便移植到PlayStation。SS 版的“F”到“F完结篇”的变更统一为“F完结篇”的版本式样。
2011年11月9日開始在PS Store 的「PS one 经典游戏」上提供《F》・《F完結篇》的付費下載。在21世纪的当下，如果要准备 SS 版的游戏环境是有一定难度的，如果希望轻松游玩本作的话，下载经典游戏版本便可以在PlayStation 3和PlayStation Vita上轻松游戏。
对于PS1实机游戏的情况下，因為PS讀取CD-ROM的速度比SS慢，所以讀碟時間也變長，BGM的內藏音源較低劣而與SS版在編曲上有所不同（后述）。另外PS1没有内置时钟功能，因此取消了来自“新世纪福音战士”的登场角色的生日祝福的事件（PS one 经典游戏版同样）。另外，改变了被全灭的式样，可以从地图上保存的进度状态的时候直接开始游戏。
PS版的BGM由于内置音源的关系，与SS的编曲上有所不同以外，《機動戰士GUNDAM 逆襲的夏亞》的登场角色的主题曲以及蓋斯特军的BOSS角色的主题曲《VIOLENT BATTLE》曲子本身被替换成了其他内容。另外，賽巴斯塔的主题曲在SS版中是基于《超級機器人大戰外傳 魔裝機神》编曲的，PS版则是基于“第4次超級機器人大戰”编曲。

## 參戰作品

### 一覽
★號為系列初參戰作品。☆號為在本作被編入DC戰爭系列的作品。V號為本作開始加入配音的作品。
- 超獸機神斷空我（超獣機神ダンクーガ）
- 戰國魔神豪將軍（戦国魔神ゴーショーグン）
- ★新世紀福音戰士[† 2]
- ★傳說巨神伊迪安（伝説巨神イデオン）
- 機動戰士高達（機動戦士ガンダム）
- V機動戰士高達0080：口袋中的戰爭（機動戦士ガンダム0080 ポケットの中の戦争）
- 機動戰士高達0083：星塵的回憶（機動戦士ガンダム0083 STARDUST MEMORY）
- 機動戰士Ζ GUNDAM（機動戦士Ζガンダム）
- 機動戰士高達ZZ（機動戦士ガンダムΖΖ）
- 機動戰士高達 馬沙之反擊（機動戦士ガンダム 逆襲のシャア）
- 機動戰士GUNDAM F91（機動戦士ガンダムF91）
- 機動武鬥傳G 高達（機動武闘伝Gガンダム）
- ☆新機動戰記高達W（新機動戦記ガンダムW）
- 無敵鋼人泰坦3（無敵鋼人ダイターン3）
- 聖戰士登霸（聖戦士ダンバイン）
- 重戰機（重戦機エルガイム）
- 鐵甲萬能俠（マジンガーZ）
- 鐵甲萬能俠2號（グレートマジンガー）
- 三一萬能俠（ゲッターロボ）
- 三一萬能俠G（ゲッターロボG）
- 真三一萬能俠（原作漫畫版）（真・ゲッターロボ（原作漫画版））
- 超電磁機器人 孔巴德拉V（超電磁ロボ コン・バトラーV）
- ★飛越巔峰（トップをねらえ!）

### 解說
《新世紀福音戰士》、《傳說巨神伊迪安》、《飛越巔峰》3部作品為初參戰。為了配合故事規模較大的《新世紀福音戰士》，因此採用了同樣故事規模較大的《傳說巨神伊迪安》。另外，跟《新世紀福音戰士》同樣為GAINAX製作的《飛越巔峰》則因版權因素而被採用。雖然沒有作出官方公布，但《新機動戰記GUNDAM W 無盡的華爾茲》的飛翼高達零式和托爾吉斯III亦有登場。本作也是魔神凱撒的初登場作品。
相反，《第4次》有參戰的《金剛戰神》、《勇者萊汀》、《鬥將戴摩斯》、《無敵超人珍寶3》等4部作品則沒有登場。特別是《巨靈神》、《勇者雷登》在《第3次》和《EX》也有登場，但在本作卻完全沒有被提及。
由於結局在《F完結篇》才交代，影響到《傳說巨神伊迪安》、《飛越巔峰》要在《F完結篇》才正式登場。另外《鐵甲萬能俠2號》、《機動戰士高達ZZ》、《機動戰士GUNDAM F91》、《機動戰士高達 馬沙之反擊》、《無敵鋼人泰坦3》等作品的主角級機體也是在《F完結篇》才登場。
《新世紀福音戰士》、《傳說巨神伊迪安》的悲慘結局在本作沒有被正式採用。但是根據路線分歧及達成特定條件，便可以觀看為《新世紀福音戰士》設定的結局。《傳說巨神伊迪安》方面，若使伊甸（イデ）暴走再將伊迪安擊破的話，會出現跟原作一樣宇宙萬物被伊甸吹飛至的結局。另外，SS版中若在玩家生日起動遊戲，《新世紀福音戰士》的主角會出現，像電視版最終回般各玩家作出祝福。

### 封面登場機体
SS版《F》
- 伊迪安（傳說巨神伊迪安）
- 飛翼高達（新機動戰記高達W）
- EVA初號機（新世紀福音戰士）
- GunBuster（飛越巔峰）
- （超電磁機器人 孔巴德拉V）
- 賽巴斯塔（魔裝機神 THE LORD OF ELEMENTAL）
- 斷空我（超獸機神斷空我）
- 鐵甲萬能俠（鐵甲萬能俠）

PS版《F》
- 伊迪安（傳說巨神伊迪安）
- EVA初號機（新世紀福音戰士）
- GunBuster（飛越巔峰）
- 亡靈（萬普原創）
- 三一飛龍（三一萬能俠G）
- 豪將軍（戰國魔神豪將軍）
- （超電磁機器人 孔巴德拉V）
- Ζ高達（機動戰士Ζ高達）

SS版《F完結篇》
- 伊迪安（傳說巨神伊迪安）
- EVA初號機（新世紀福音戰士）
- GunBuster（飛越巔峰）
- 古倫加斯特（萬普原創）
- 豪將軍（戰國魔神豪將軍）
- （機動武鬥傳G高達）
- （超電磁機器人 孔巴德拉V）
- 凶鳥（萬普原創）
- 帝皇萬能俠（帝皇萬能俠）

PS版《F完結篇》
- 伊迪安（傳說巨神伊迪安）
- 飛翼高達零式（新機動戰記GUNDAMW）
- EVA貳號機（新世紀福音戰士）
- GunBuster（飛越巔峰）
- （超電磁機器人 孔巴德拉V）
- 賽巴斯塔（魔裝機神 THE LORD OF ELEMENTAL）
- 真三一1號（真三一萬能俠）
- 斷空我（超獸機神斷空我）

## 原創角色＆機體

### 角色
河野さち子替《第4次》的登場角色作設計精製，主人公、蓋斯特的角色的樣貌更突顯出各自的性別。遊戲開始時主人公、副主人公的樣貌能從河野設計與湖川設計兩者間擇其一。
精神指令變化僅限真實系、超級系之間，《第4次》根據生日與血型變化的設計則被取消。順帶一提，真實系主人公、副主人公都沒有命中系的精神指令。

### 機體
主人公的機體依然是亡靈、凶鳥(真實系)和古倫加斯特(超級系)，但在機體規格上作出了若干修正，主人公後繼機的顏色不能像《第4次》般更改。另外古倫加斯特的「古倫加斯特光束（グルンガストビーム）」更改為「終極光束（ファイナルビーム）」。
蓋斯特的機體除了《第4次》原有的機體外，新增了葛雷塔金II（グレイターキンII）、傑多拉姆（ゼイドラム）。而巴蘭修奈爾（バラン・シュナイル）的色調也作出了變更。

## STAFF
製作人
寺田貴信
監督
阪田雅彦
劇本・導演
阪田雅彦
堀川和良
音響
藤本大輔
原創人物設計
湖川友謙
原創人物設計精製
河野さち子
原創機體設計
大河原邦男
カトキハジメ
石川賢
永井豪
福地仁
宮武一貴
守谷淳一
丸山功一
藤井大誠
寺島慎也
宮豊
かげやま いちこ
山田隆弥

## 主題歌
印象曲
作詞：渡邊宙明 & ROBONATION青年團
作曲：渡邊宙明
編曲：渡邊宙明、坂本洋
歌：水木一郎
印象曲在作中沒有使用，僅收錄於原聲CD中。

## 推廣活動

### TVCM
世嘉土星版
超級機器人大戰F
3D模組顯示的新參戰機器人加上遊戲映像的類似予告的廣告。旁白是神谷明。
超級機器人大戰F完結篇
3D模組顯示的新參戰機器人加上遊戲映像，再配合精神指令的名稱播放歌曲。旁白是綠川光。
PlayStation版
神谷教官版本
神谷明擔任穿著軍服教官指導擔任機器人大戰新人千葉れみ。由於神谷明在過去聲演了眾多機器人動畫的主人公，因此被設定為機器人大戰的教官。這段CM是由《全超級機器人大戰 電視大百科》、PS版《超級機器人大戰F》、PS版《超級機器人大戰F完結篇》共3部構成的。另外PS版《F》的廣告中製作人寺田貴信飾演整備士。
遊戲映像版本
配合旁白播放遊戲映像。

### 抽獎活動
若集齊《全超級機器人大戰 電視大百科》、PS版《F》・《F完結篇》就能參加復刻版超合金鐵甲萬能俠的抽獎活動。

## 關連商品

### 漫畫
スーパーロボット大戦F 4コマギャグバトル
1998年1月1日初版、光文社、火の玉ゲームコミックシリーズ。ISBN 9784334804084
數名作家的《超級機器人大戰F》二次創作4格漫畫。
スーパーロボット大戦F完結編 4コマギャグバトル
1998年8月10日初版、光文社、火の玉ゲームコミックシリーズ。ISBN 9784334804275
數名作家的《超級機器人大戰F》二次創作4格漫畫。
スーパーロボツト大戦F コミックアンソロジー アイアンファイターズ
1998年2月10日初版、光文社、火の玉ゲームコミックシリーズ。ISBN 9784334804121
數名作家的《超級機器人大戰F》二次創作短篇漫畫。
スーパーロボット大戦F完結編 コミックアンソロジー アイアンブレーブス
1998年9月10日初版、光文社、火の玉ゲームコミックシリーズ。ISBN 9784334804312
數名作家的《超級機器人大戰F完結編》二次創作短篇漫畫。
スーパーロボット大戦Fコミック
1998年1月15日初版、双葉社、アクションコミックス。ISBN 9784575935448
超級機器人大戰漫畫系列的第3卷。收錄了數名漫畫家創作的，有關本作的4格漫畫和短編漫畫，以及石川賢的《真三一萬能俠》。
スーパーロボット大戦F完結編コミック
1998年9月18日初版、双葉社、アクションコミックス。ISBN 9784575935783
超級機器人大戰漫畫系列的第4卷。收錄了數名漫畫家創作的，有關本作的4格漫畫和短編漫畫，以及石川賢的《真三一萬能俠》。
スーパーロボット大戦FコミックPS版
1999年4月12日初版、双葉社、アクションコミックス。ISBN 9784575936087
超級機器人大戰漫畫系列的第5卷。收錄了數名漫畫家創作的，有關本作的4格漫畫和短編漫畫，以及石川賢的《真三一萬能俠》。
スーパーロボット大戦F完結編コミックPS版
1999年8月28日初版、双葉社、アクションコミックス。ISBN 9784575936360
超級機器人大戰漫畫系列的第6卷。收錄了數名漫畫家創作的，有關本作的4格漫畫和短編漫畫，以及石川賢的《真三一萬能俠》。
スーパーロボット大戦F ギャグウェポン
1998年2月16日初版、学習研究社、ノーラコミックスデラックス。ISBN 9784056018264
收錄了數名漫畫家創作的，有關本作的4格漫畫和短編漫畫，以及津島直人於「月刊コミックNORA」中連載二次創作短編漫畫。
スーパーロボット大戦F ハイパーギャグウェポン
1998年1月17日初版、学習研究社、ノーラコミックスデラックス。ISBN 9784056020427
收錄了數名漫畫家創作的，有關本作的4格漫畫和短編漫畫，以及津島直人於「月刊コミックNORA」中連載二次創作短編漫畫。。
スーパーロボット大戦F グレートギャグウェポン
1998年2月28日初版、学習研究社、ノーラコミックスデラックス。ISBN 9784056020434
收錄了數名漫畫家創作的，有關本作的4格漫畫和短編漫畫，以及津島直人於「月刊コミックNORA」中連載二次創作短編漫畫。。
スーパーロボット大戦F完結編 ギャグウェポンR
1998年7月26日初版、学習研究社、ノーラコミックスデラックス。ISBN 9784056019274
收錄了數名漫畫家創作的，有關本作的4格漫畫和短編漫畫，以及津島直人於「月刊コミックNORA」中連載二次創作短編漫畫。。
スーパーロボット大戦F完結編 ギャグウェポンS
1998年8月8日初版、学習研究社、ノーラコミックスデラックス。ISBN 9784056019584
收錄了數名漫畫家創作的，有關本作的4格漫畫和短編漫畫，以及津島直人於「月刊コミックNORA」中連載二次創作短編漫畫。。
スーパーロボット大戦F完結編 ブラスターギャグウェポン
1999年5月21日初版、学習研究社、ノーラコミックスデラックス。ISBN 9784056020748
收錄了數名漫畫家創作的，有關本作的4格漫畫和短編漫畫，以及津島直人於「月刊コミックNORA」中連載二次創作短編漫畫。。
スパロボコミックゼット
ムービック。ISBN 9784896013665
收錄了數名漫畫家創作的，有關本作的4格漫畫和短編漫畫，但內容與遊戲本篇沒有甚麼關連。

### 攻略本
- スーパーロボット大戦F 魂の加速コンプリートブック ISBN 9784757203785
- スーパーロボット大戦F完結編 奇跡への覚醒コンプリートブック ISBN 9784757204447
- スーパーロボット大戦F パーフェクトガイド ISBN 9784797303896
- スーパーロボット大戦F完結編 パーフェクトガイド ISBN 9784797306101
- スーパーロボット大戦F&F完結編 パーフェクトリファレンス ISBN 9784797306859
- PS版 スーパーロボット大戦F パーフェクトガイド ISBN 9784797308136
- PS版 スーパーロボット大戦F完結編 パーフェクトガイド ISBN 9784797308143
- スーパーロボット大戦F プレイステーション版 完全攻略ガイド ISBN 9784073107170
- スーパーロボット大戦F完結編 プレイステーション版 完全攻略ガイド ISBN 9784073115625
- セガサターン必勝法スペシャル スーパーロボット大戦F ISBN 9784766928419
- セガサターン必勝法スペシャル スーパーロボット大戦F完結編 ISBN 9784766929720
- プレイステーション必勝法スペシャル スーパーロボット大戦F ISBN 9784766931235
- プレイステーション必勝法スペシャル スーパーロボット大戦F完結編 ISBN 9784766931938
- スーパーロボット大戦F 必勝攻略法 ISBN 9784575160727
- スーパーロボット大戦F完結編 必勝攻略法 ISBN 9784575161083
- スーパーロボット大戦F 必勝攻略法 ISBN 9784575161410
- スーパーロボット大戦F完結編 必勝攻略法 ISBN 9784575161670
- スーパーロボット大戦F 戦略解説 ISBN 9784796612685
- スーパーロボット大戦F完結編 戦略解説 ISBN 9784796613545
- ゲームの歩き方Bookシリーズ スーパーロボット大戦F ISBN 9784198200282
- ゲームの歩き方Bookシリーズ スーパーロボット大戦F完結編 ISBN 9784198200442
- スーパーロボット大戦F PERFECT GUIDE BOOK ISBN 9784881994054
- スーパーロボット大戦F完結編 PERFECT GUIDE BOOK ISBN 9784881994887
- スーパーロボット大戦F 完全攻略ガイド ISBN 9784073071709
- スーパーロボット大戦F完結編 完全攻略ガイド ISBN 9784073089568
- スーパーロボット大戦Fパーフェクトマニュアル ISBN 9784047070196
- スーパーロボット大戦F 大攻略全書 ISBN 9784063431025
- スーパーロボット大戦F完結編 大攻略全書 ISBN 9784063431223

### CD
スーパーロボット大戦F オリジナルサウンドトラック&アレンジアルバム
1997年9月19日發售 ファーストスマイル・エンタテインメント
收錄本編BGM與新編4曲的原聲CD。
スーパーロボット大戦F完結編 アレンジコレクション SILVER
1998年5月20日發售 ファーストスマイル・エンタテインメント
收錄了渡邊宙明監修的登場作品的新編主題曲的專輯。
スーパーロボット大戦F完結編 ヴォーカル&アレンジコレクション GOLD
1998年6月17日發售 ファーストスマイル・エンタテインメント
收錄了上述的原聲CD中沒有收錄的本編BGM以及登場作品主題曲的翻唱版。
スーパーロボット大戦 鋼のコクピット
1998年12月18日發售 ファーストスマイル・エンタテインメント
收錄了主人公機體以及主人公共8人的主題曲的專輯。
1997年，世嘉土星版《超級機器人大戰F》發售時曾進行一次名為「ROBONATION」的動漫歌手共演。水木一郎為首的動漫歌手翻唱超級機器人大戰系列中登場的作品の主題曲，並收錄於下述的專輯中，亦舉行了演唱會。專輯在ORICON公信榜排名23位，演唱會每年以舉行，帶動了機器人動漫曲的熱潮。
スーパーロボット大戦 ボーカルコレクション ROBONATION1
1997年5月16日發售 ファーストスマイル・エンタテインメント
スーパーロボット大戦 ボーカルコレクション2
1998年7月17日發售 ファーストスマイル・エンタテインメント

### 錄影帶
スーパーロボット大戦F キャラクター解剖ビデオ
勁文社。ISBN 4894620197
介紹於本作登場的我方機體的錄影帶。旁白是神谷明。收錄了永井豪、石川賢的訪問及本作的開發現場報告。

## 外部連結
- PS版超級機器人大戰F 介紹網頁
- PS官方網頁 超級機器人大戰F（通常版）介紹網頁 （页面存档备份，存于）
- PS官方網頁 超級機器人大戰F（PlayStation the Best版）介紹網頁 （页面存档备份，存于）
- PS官方網頁 超級機器人大戰F（Game Archives版）介紹網頁 （页面存档备份，存于）
- PS版超級機器人大戰F完結篇介紹網頁
- PS版超級機器人大戰F完結篇（通常版）介紹網頁 （页面存档备份，存于）
- PS版超級機器人大戰F完結篇（PlayStation the Best版）介紹網頁 （页面存档备份，存于）
- PS版超級機器人大戰F完結篇（Game Archives版）介紹網頁 （页面存档备份，存于）